# Dorfkirche Bleddin

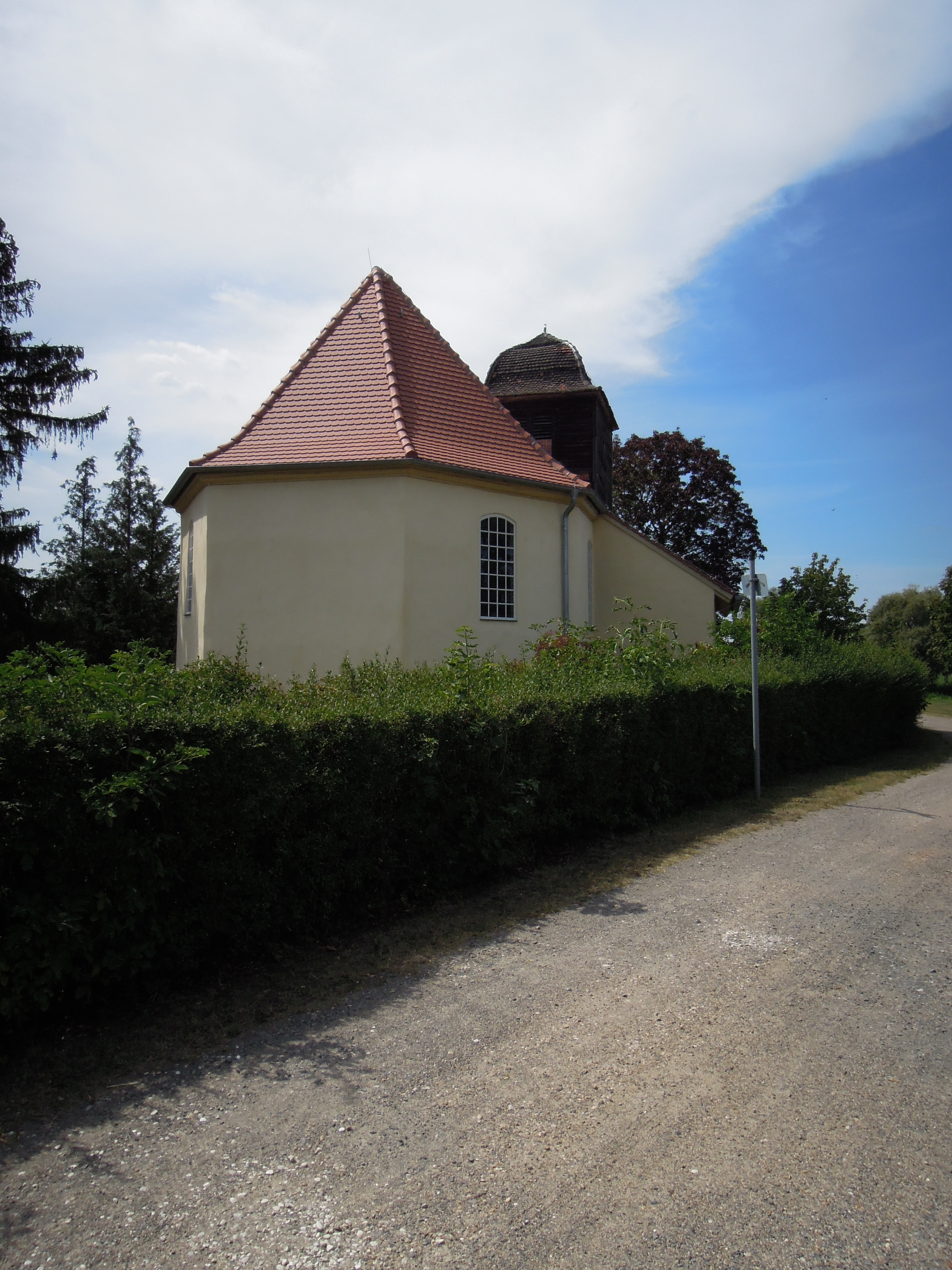
Dorfkirche Bleddin

Die evangelische Dorfkirche Bleddin ist eine barocke Saalkirche im Ortsteil Globig-Bleddin der Stadt Kemberg im Landkreis Wittenberg in Sachsen-Anhalt. Sie gehört zum Pfarrbereich Pratau im Kirchenkreis Wittenberg der Evangelischen Kirche in Mitteldeutschland (EKMD).

## Geschichte und Architektur
Die Kirche ist ein verputztes Bauwerk in Fachwerk mit dreiseitigem Ostschluss und verbrettertem quadratischem Westturm mit einer geschweiften Haube, das in den Jahren 1688–1690 durch den Wittenberger Zimmermeister Bopp errichtet wurde. Im Innern ist der barocke Zustand bemerkenswert gut erhalten. Eine Bretterdecke mit illusionistisch gemaltem Wolkenhimmel schließt das Innere ab, über der Orgelempore sind zwei schwebende Engel mit Spruchband angebracht. Im Westen ist eine dreiseitige Empore mit polygonal vorkragendem Orgelchor angebracht, an der Nordseite die verglaste Patronatsloge, darunter und an der Südseite sind hölzerne Priechen angeordnet. Die kassettierten Brüstungsfelder sind mit plastisch wirkenden Akanthusranken in Grisaillemalerei verziert, an den Emporen finden sich in Kartuschen Bibelsprüche, an den Priechen teilweise Wappenbilder. Im Schiff steht ein zweireihiges Kastengestühl, dessen vorderer Abschluss aus Brettbalustern gebildet ist.

## Ausstattung
Das Hauptstück der Ausstattung ist ein dreiseitiger hölzerner Altaraufsatz aus dem Jahr 1690 mit Darstellungen des Abendmahls, der Kreuzigung und der Auferstehung Christi; der Aufsatz ist mit gewundenen Säulen mit Weinranken und Engelsköpfchen in den Kapitellen und am verkröpften Gebälk dekoriert; in den Wangen sind Bildtafeln mit der Gethsemaneszene und dem Verhör Christi angeordnet. Die figurenreiche Kreuzigung stammt aus der Werkstatt von Lucas Cranach dem Jüngeren aus der Zeit um 1553; die Gemälde „Christus am Ölberg“ und „Auferstehung Christi“ wurden um 1577/78 ebenfalls in der Werkstatt Cranachs d. J. geschaffen. Die Bilder des Abendmahls und „Christus vor Kaiphas“ entstanden 1690. Die Taufe ruht auf einem hölzernen Akanthusbaluster und stammt aus der Zeit um 1690. Die etwa gleichzeitige polygonale hölzerne Kanzel auf gewundenem Fuß ist mit Aufgang und Schalldeckel versehen, am Korb sind gewundenen Säulchen mit Weinranken und Blattgebinden angebracht, an der Wand unter dem Schalldeckel ein Doppelbildnis von Luther und Melanchthon und über der Tür eine Weiheinschrift ebenfalls von 1690. Drei Pfarrerbildnisse in Ganzfigur zeigen Pfarrer Johann Nappe (1645–1692), Bauherr der Kirche, Christian Zimmermann (1655–1735) und Christian Gottfried Kenzelmann (1691–1749); die beiden letzteren sind signiert von Michael Adolf Siebenhaar.
Hinter dem Alter befinden sich einige Sandsteingrabplatten:
- Anna Elisabeth von Hartitzsch geb. Metzsch, Erbfrau auf Bleddin († 1707) gerahmt von akanthusranken, darüber Engel mit Krone und Schriftband
- . (Inschrift unleserlich) († 1684);
- Pfarrer Johann Nappe († 1692), Schrifttafel in Herzform mit Akanthus, Engelsflüchten und Kelch mit Krone;
- Pfarrer Peter Jumwelt († 1694), Inschrifttuch, darüber Engelsflüchte, Bibel, Kelch und Krone;
- Johanna Dorothea Wehlsch geb. von Hartitzsch auf Bleddin († 1709), Inschrifttext mit Ahnenprobe;

Neben der Kanzel steht ein geschnitztes Epitaph, gerahmt wie der Altaraufsatz, um 1690.

## Kirchhof
Der stimmungsvolle Kirchhof ist mit zahlreichen teils wertvollen, in Sandstein ausgeführten Grabmälern an der Ostseite der Kirche versehen:
- an der Ostseite der Kirche für Georg Kretzschmar und Gemahlin, zwei ovale Inschriftkartuschen mit gefiederten Flügeln und geschuppter Rollwerkrahmung, Draperie und Blumenkränzchen vor einem Obelisk um 1725;
- Rocaillekartusche mit Lambrequins über Felsgestein und Baumstümpfen, bekrönt von einer Flammenvase, mit zwei trauernden Putti, Inschrift unleserlich, Mitte des 18. Jahrhunderts;
- M. Johann Beutner, große Rokokokartusche eines aus Geröll wachsenden und blühenden Lebensbaums, darüber in Wolkenglorie eine Reliefdarstellung eines Betenden mit aufgeschlagenem Buch unter der segnenden Hand Gottes, Mitte des 18. Jahrhunderts;
- Frühklassizistisches Monument für Johann Georg Kretzschmar, Erb-, Lehn- und Gerichtsherr in Bleddin († 1784) und Regina Elisabeth, geb. Blogwitz († 1786), kannelierte Säule mit bekrönter Urne, umstanden von den Allegorien Glaube, Liebe und Treue;
- Johanna Rosina Kretzschmar († 1787), frühklassizistische Stele mit lorbeerumranker Urne, unter der Spitze zwei fliegende Engel mit den Leidenswerkzeugen Christi, am Fuß, auf seitlichen Voluten stehend, Allegorien der Trauer und der Nächstenliebe;
- Stark verwittertes frühklassizistisches Monument, um 1790;
- neugotische Stele für einen Angehörigen der Familie Kretzschmar († 1805) unter spitzbogigem Blendbogen stark verwittertes Relief mit Auferstehung Christi;
- ein Mausoleum des Rittergutsbesitzers Wilhelm Zeitz († 1895) und seiner Familie, ein schlichter historisierender Backsteinbau mit Inschrifttafeln, 1955 zur Leichenhalle umgenutzt.